# Prefectura de Tottori
La Prefectura de Tottori (鳥取県, Tottori-ken) està ubicada a la regió de Chugoku, a l'illa de Honshu, al Japó. La capital és la ciutat de Tottori la qual té 201.000 habitants. Aquesta prefectura és la menys poblada del Japó.
L'octubre de 2016 hi hagué un terratrèmol de magnitud 6,2 en l'escala de Richter.

## Geografia

### Ciutats
- Kurayoshi
- Sakaiminato
- Tottori (capital)
- Yonago